# Martha Hilda González Calderón
Martha Hilda González Calderón (Estado de México, 13 de agosto de 1965-Bracknell, Inglaterra; 29 de enero de 2025) fue una política mexicana del Partido Revolucionario Institucional (PRI). El 13 de septiembre de 2018, Alfredo del Mazo Maza, gobernador Constitucional del Estado de México, le tomó protesta como Secretaria del Trabajo, cargo que ocupó hasta el 9 de febrero de 2022 cuando asumió el cargo como titular de la Secretaría de las Mujeres, cargo que ocupó hasta el 8 de diciembre de 2022. Falleció el 29 de enero del 2025 tras someterse a una cirugía en Inglaterra.

## Estudios
Es Licenciada en Derecho por la Universidad Autónoma del Estado de México, estudió la maestría en Sociología Política en la Escuela de Estudios Superiores en Ciencias Sociales, Francia. Y tiene estudios de doctorado en Sociología Política por la Universidad París-Dauphine, antes Universidad de París-IX.

## Trayectoria política
Fue diputada y subcoordinadora del Grupo Parlamentario del Partido Revolucionario Institucional (PRI) de la  LV Legislatura del Estado de México por el II Distrito Toluca y Presidenta de la Comisión de Procuración y Administración de Justicia en 2003. En 2004 fue Coordinadora del Grupo Parlamentario del PRI de la misma Legislatura, así como presidenta de la Junta de Coordinación Política y de la Comisión de Gobernación y Puntos Constitucionales.
En 2006 fue diputada federal de la LX Legislatura de la Cámara de Diputados de México por el principio de representación proporcional por la 5.ª Circunscripción, encargo durante el cual se desempeñó como vicepresidenta de la Mesa Directiva de la H. Cámara de Diputados. 
Dentro del Partido Revolucionario Institucional se ha desempeñado como Presidenta de la Mesa Nacional de Declaración de Principios del Comité Ejecutivo Nacional, Coordinadora General de la Región XIII del Comité Directivo Estatal del PRI del Estado de México y Presidenta del Comité Municipal en Toluca, Secretaria General del Comité Directivo Estatal del Partido Revolucionario Institucional en el Estado de México